# Fondation Vareille
La Fondation Vareille (en anglais The Vareille Foundation), créée en 2014, est une organisation philanthropique dont le siège se trouve à Zurich (Suisse). Elle s'est donné pour objectifs la réduction des inégalités face à l’éducation et l’accès à la musique pour tous. Elle est dirigée par ses fondateurs, Hélène Vareille et son mari Pierre Vareille.

## Histoire
La fondation Vareille est créée en 2014 dans le canton de Zurich. Son principal projet est intitulé : "Un violon dans mon école" , , afin de réduire l'échec scolaire et les inégalités sociales et le décrochage scolaire,,,. À travers l’apprentissage intensif du violon en milieu scolaire, ce programme vise à ce que les enfants développent plus rapidement les compétences physiques et intellectuelles indispensables pour la réussite à l’école, tout en plongeant dans le monde de la musique classique. Le projet lancé en septembre 2015 touche 1 400 enfants en septembre 2018 en Suisse et en France et environ 2 000 élèves violonistes seront concernés en 2020. La Fondation Vareille finance tous les coûts, et en particulier les frais d’enseignement du violon, l’achat des instruments ainsi que les événements pour les familles.

## DispositifUn violon dans mon école

### Principes[11],[12],[13]
- Partenariat avec une institution musicale de haut niveau (Fondation Royaumont[14], Verbier Festival[15], Zurich Musikschule[16]) ;
- Choix d’écoles publiques situées dans des zones défavorisées ;
- Durée ferme d’engagement de 4 ans dont une année d’initiation ;
- Fonctionnement par classe entière avec participation obligatoire de tous les enfants ;
- Cours dispensés dans l’école, pendant les heures normales de présence ;
- Chaque enfant dispose de son violon personnel pour l’année et peut le rapporter à la maison ;
- Les résultats obtenus sont mesurés par un organisme extérieur indépendant.

### Organisation
- 2 cours hebdomadaires par groupes d’effectifs réduits ;
- 1 cours hebdomadaire par classe entière ou demi-classe, avec participation souhaitée des parents ;
- Classes sélectionnées par l’administration en charge ;
- Professeurs de violon sélectionnés par les Conservatoires locaux ;
- Méthodes d’enseignement adaptées à l’âge des enfants ;
- Organisation d’événements avec les parents dans le courant de l’année, avec le soutien du partenaire musical et des autorités locales (Mairie notamment) ;
- Enseignement du violon exclusivement.

La présidente de la Fondation Vareille, depuis 2014, est Hélène Vareille. Après une longue carrière dans des fonctions de management et de conseil, celle-ci s'est orientée vers la philanthropie à partir de 2014 en créant la Fondation Vareille. Elle est la mère de l’auteure Marie Vareille.